# Chavany Willis
Chavany Shaunjay Willis (Spanish Town, Jamaica, 17 de septiembre de 1997) es un futbolista profesional jamaiquino que juega como mediocampista ofensivo en el Union Omaha de la USL League One de Estados Unidos. Es internacional con la selección de fútbol de Jamaica.

## Carrera

### Club
Willis pasó de Boys Town FC a Portmore United FC en 2017, donde jugó durante dos temporadas. En 2019, Willis fue cedido al equipo del USL Championship, Bethlehem Steel FC.
En 2022, Willis fue transferido al club Union Omaha de la USL League One por una cifra no revelada.

### Selección nacional
Willis fue convocado por Jamaica en septiembre de 2019 para enfrentar a Antigua y Guyana en la Liga de Naciones de CONCACAF. Willis hizo su aparición absoluta contra Guyana.

### Goles internacionales
| N.º | Fecha                   | Sede                                                        | Adversario        | Gol  | Resultado | Competencia                         |
| --- | ----------------------- | ----------------------------------------------------------- | ----------------- | ---- | --------- | ----------------------------------- |
| 1.  | 15 de octubre de 2019   | Estadio Ergilio Hato, Willemstad, Curazao                   | Aruba             | 1 –0 | 6-0       | 2019-20 CONCACAF Liga de Naciones B |
| 2.  | 15 de noviembre de 2019 | Estadio Sir Vivian Richards, North Sound, Antigua y Barbuda | Antigua y Barbuda | 1 –0 | 2–0       | 2019-20 CONCACAF Liga de Naciones B |

## Logros

### Portmore United
- Liga Premier Nacional de Jamaica 2